# 山名孝彰
山名 孝彰（やまな こうしょう、1960年）は広島県福山市新市町にある浄土真宗本願寺派の寺院西福寺の第27代目住職。

## 著書
- 『今、なぜ蓮如論』（広島部落解放研究所出版 2000年 共著）